# Andrew Kehoe
Andrew Philip Kehoe (1. února 1872 – 18. květen 1927) byl americký masový vrah. V den své smrti zabil svou ženu a 45 lidí a 58 dalších zranil. Většinu obětí tvořily děti, žáci 2. až 6. stupně Bathské sloučené školy (okrsek Bath, Michigan, USA). Jejich smrt je nejkrvavějším aktem vraždy školáků v americké historii.

## Životopis
Kehoe se narodil do rodiny se třinácti dětmi v Tecumsehu, Michigan. O matku přišel ještě mladý, otec se znovu oženil; údajně se s macechou Kehoe často pral. Když mu bylo 14 let, naftová kamna explodovala, když se je macecha snažila roztopit. Palivo ji postříkalo a ona začala hořet. Andrew ji nejprve několik minut pozoroval, než ji uhasil vodou z vědra. Později podlehla následkům zranění. Nehoda nebyla podrobněji zkoumána a Kehoe vyvázl bez obvinění.
Kehoe navštěvoval střední školu v Tecumsehu a pak Michigan State College, kde se seznámil se svou ženou, Ellen „Nellie“ Priceovou, dcerou bohaté rodiny Lansingovy. Od svatby roku 1912 se často stěhovali až do roku 1919, kdy pár koupil odlehlý statek o rozloze asi 185 akrů (asi 75 ha) za obcí Bath od Elleniny tety za 12 000 dolarů – z toho půl hotově a půl na hypotéku.
Kehoe se těšil pověsti inteligentního muže, opovrhujícího tím, kdo s ním nesouhlasí. Sousedé jej vzpomínali jako vždy spořádaného, až úzkostlivě odívaného, prý známého převlékáním košile, kdykoli byla jen trochu špinavá. Také udávali, že byl krutý ke svým zvířatům, a také že jednou ubil koně k smrti.
Nebyli zrovna ohromeni úrovní jeho sedlačení. Jak napsal soused M.J. „Monty“ Ellsworth: „Nikdy nepracoval tak, jako pracovali ostatní sedláci, snažil se totiž dělat všechno svým traktorem. Byl na vrcholu blaha, když opravoval svoje stroje, nebo se v nich vrtal. Pořád zkoušel nové metody při své práci, třeba dvě sekačky tažené naráz za jeho traktorem. Metoda občas nefungovala, tak nechal prostě pole být. Jednou dokonce připojil čtyři brány a dva válce naráz. Strávil takovými pokusy mnoho času a jeho hospodářství se nedařilo.“
Pro svou reputaci šetrnosti byl Kehoe roku 1924 zvolen pokladníkem školní rady BSŠ. Když byl v radě, Kehoe neustále bojoval za nižší daně. Tvrdil, že předchozí příkaz k odvodu daně z vlastnictví (property tax levy) zavinil špatné finanční podmínky jeho rodiny, a opakovaně osočoval správce E. Huycka ze špatného nakládání s financemi. Kehoe byl ještě roku 1925 zvolen účetním bathské čtvrti, avšak neobhájil svou pozici ve volbách příštího roku. Toho času Nellie Kehoe onemocněla chronickou tuberkulózou, a její časté pobyty v nemocnici přivedly rodinu do dluhů.
Potom Kehoe odmítl splácet hypotéku i pojistku nemovitosti a poskytovatel hypotéky začal připravovat zabavení jeho statku.
18. května 1927 odpálil Kehoe bombu na bathské sloučené škole v Michiganu. Pří výbuchu bylo zabito 45 lidí, z toho 37 dětí. Poté odpálil další bombu ve svém voze, při čemž zabil sám sebe a ředitele školy.
Po atentátu vyšetřovatelé našli dřevěnou ceduli přidrátovanou k hrazení statku, na které stála poslední Kehoeova zpráva: „Criminals are made, not born.“ (volný překlad: „Kriminálníci se nerodí, jsou utvořeni.“)
Po prohlídce Kehoeova statku odhadli detektivové, že by množství nepoužité výbavy a materiálu na statku před jeho zničením snadno stačilo k úhradě hypotéky.